# Davide Valsecchi
Davide Valsecchi (Erba, Italia; 24 de enero de 1987) es un piloto italiano de automovilismo de velocidad. Fue campeón de GP2 Series en 2012. Fue piloto probador del equipo de Fórmula 1 Team Lotus en 2011.
Además trabaja en la televisión italiana como comentarista de las transmisiones de Fórmula 1 de Sky Sports desde 2015 y como conductor de Top Gear desde 2016.

## Carrera

### Fórmula Renault
Valsecchi estuvo desde 2003 hasta 2007 en la versión italiana y la europea.

### Fórmula 3
Valsecchi se trasladó a la Fórmula 3 Italiana y Alemana y también participó en las 3000 Pro Series.

### GP2

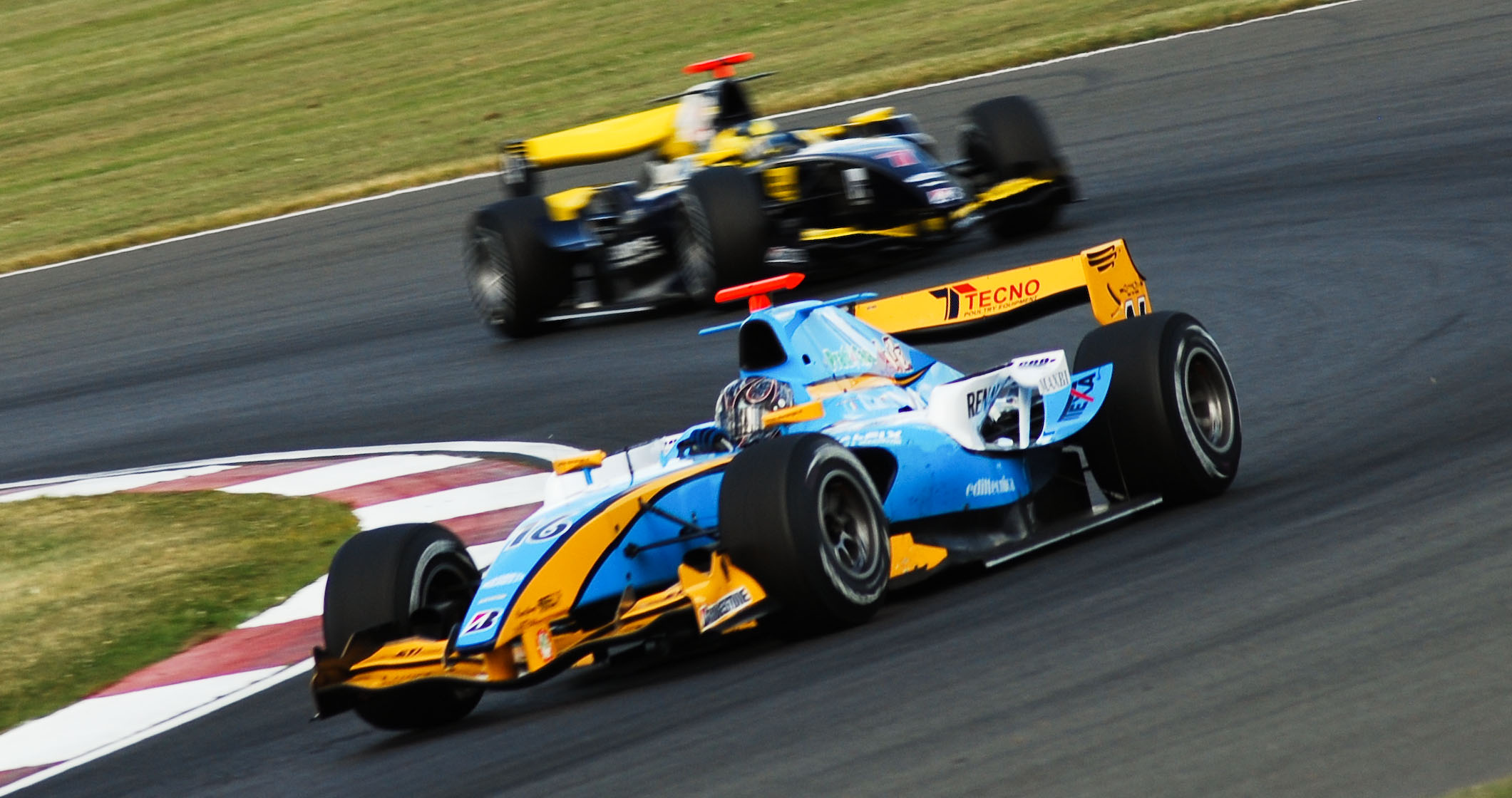
Valsecchi al volante del Durango en 2008.

Hizo GP2 Asia Series y GP2 Series con Durango haciendo buen trabajo. Siguió con Durango en 2009, pero a mediados de la temporada, Romain Grosjean se fue a Renault y Valsecchi lo sustituyó, siendo su compañero Vitaly Petrov.
Luego, con el equipo iSport International tiene de compañero a Oliver Turvey. En la primera carrera de Baréin se clasificó segundo, y en la carrera logró vencerla, ganando así el título de GP2 Asia Series 2009-10.
En 2011 termina 8º en el campeonato logrando como mejor resultado una victoria en el Circuito de Monaco. En la temporada 2012, con DAMS, se lleva el campeonato, después de un gran arranque de mundial, y conventiendorse en piloto probador de lotus.

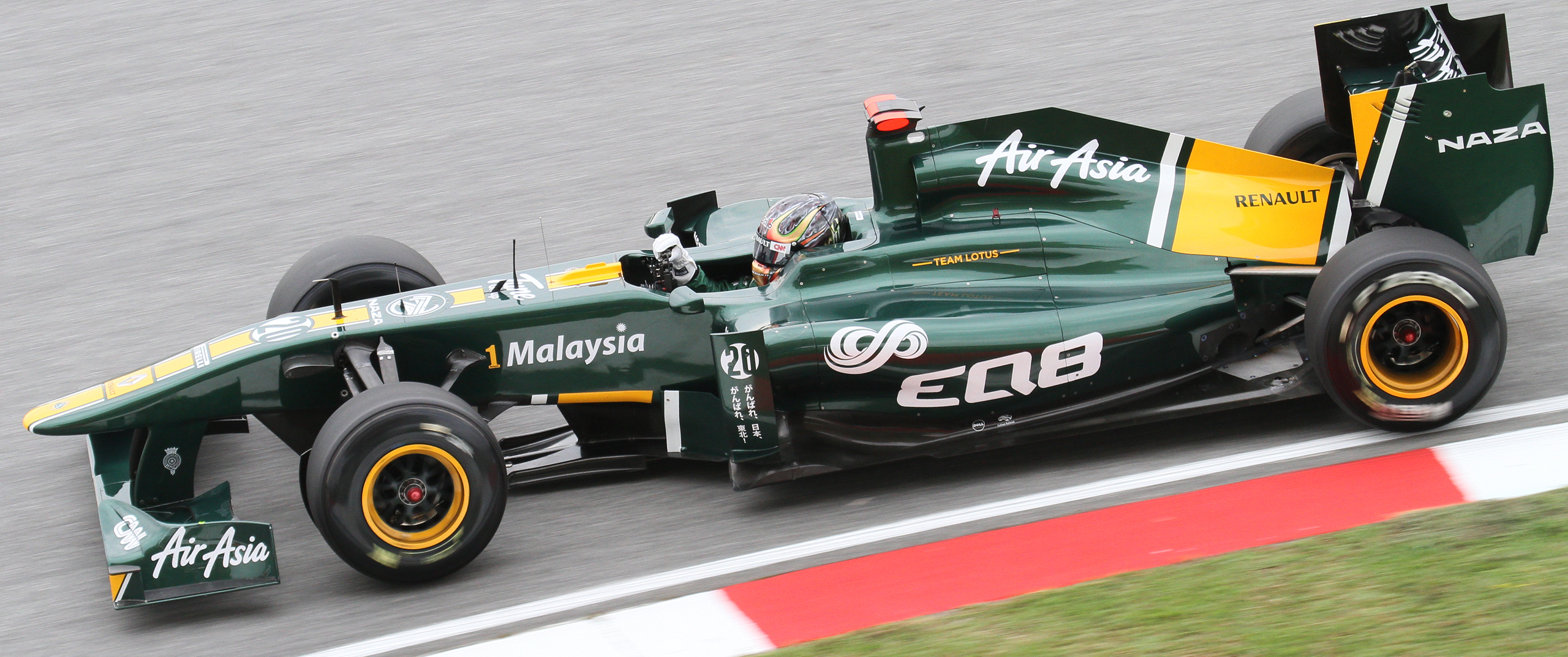
Valsecchi al volante del Lotus.

### Fórmula 1
En tests de jóvenes pilotos de 2010, Valsecchi probó el Hispania F110. Para la temporada 2011, el italiano fue probador del Team Lotus, pilotando el T128 durante los primeros entrenamientos libres del GP de Malasia y del GP de China.
En 2013, Valsecchi pasa a ser piloto reserva de Lotus.

## Resultados

### GP2 Asia Series
(Clave) (negrita indica pole position) (cursiva indica vuelta rápida puntuable)

| Año     | Escudería            | 1    | 1    | 2    | 2    | 3    | 3    | 4    | 4    | 5    | 5    | 6    | 6    | Pos. | Puntos | Ref.  |
| ------- | -------------------- | ---- | ---- | ---- | ---- | ---- | ---- | ---- | ---- | ---- | ---- | ---- | ---- | ---- | ------ | ----- |
| 2008    | Durango              | YMC1 | YMC1 | SEN  | SEN  | KUA  | KUA  | SAK  | SAK  | YMC2 | YMC2 |      |      | 8.º  | 17     | [ 5 ] |
| 2008    | Durango              | 17   | 6    | Ret  | 19   | 4    | 4    | 6    | 6    | 14   | 4    |      |      | 8.º  | 17     | [ 5 ] |
| 2008-09 | Durango              | SHA  | SHA  | DUB  | DUB  | SAK1 | SAK1 | LOS  | LOS  | KUA  | KUA  | SAK2 | SAK2 | 4.º  | 34     | [ 6 ] |
| 2008-09 | Durango              | 8    | 1    | 2    | C    | 5    | 2    | 6    | 5    | 8    | 3    | 16   | Ret  | 4.º  | 34     | [ 6 ] |
| 2009-10 | iSport International | YMC1 | YMC1 | YMC2 | YMC2 | SAK1 | SAK1 | SAK2 | SAK2 |      |      |      |      | 1.º  | 56     | [ 7 ] |
| 2009-10 | iSport International | 1    | 2    | 2    | 1    | 1    | 20   | 2    | 4    |      |      |      |      | 1.º  | 56     | [ 7 ] |
| 2011    | Team AirAsia         | YMC  | YMC  | IMO  | IMO  |      |      |      |      |      |      |      |      | 7.º  | 9      | [ 8 ] |
| 2011    | Team AirAsia         | 3    | 4    | DSQ  | 17   |      |      |      |      |      |      |      |      | 7.º  | 9      | [ 8 ] |

### GP2 Series
(Clave) (negrita indica pole position) (cursiva indica vuelta rápida puntuable)

| Año  | Escudería            | 1   | 1   | 2   | 2   | 3   | 3   | 4   | 4   | 5   | 5   | 6   | 6   | 7   | 7   | 8   | 8   | 9   | 9   | 10  | 10  | 11  | 11  | 12  | 12  | Pos. | Puntos | Ref.   |
| ---- | -------------------- | --- | --- | --- | --- | --- | --- | --- | --- | --- | --- | --- | --- | --- | --- | --- | --- | --- | --- | --- | --- | --- | --- | --- | --- | ---- | ------ | ------ |
| 2008 | Durango              | BAR | BAR | EST | EST | MON | MON | MAG | MAG | SIL | SIL | HOC | HOC | BUD | BUD | VAL | VAL | SPA | SPA | MNZ | MNZ |     |     |     |     | 15.º | 11     | [ 9 ]  |
| 2008 | Durango              | 10  | 5   | DNS | DNS |     |     |     |     | 19  | 6   | Ret | 13  | Ret | 13  | NC  | 7   | Ret | 6   | 8   | 1   |     |     |     |     | 15.º | 11     | [ 9 ]  |
| 2009 |                      | BAR | BAR | MON | MON | EST | EST | SIL | SIL | NÜR | NÜR | BUD | BUD | VAL | VAL | SPA | SPA | MNZ | MNZ | ALG | ALG |     |     |     |     | 17.º | 12     | [ 10 ] |
| 2009 | Durango              | Ret | 16  | 15† | 18  | 3   | Ret | 10  | 14  | 13  | 10  | 5   | 9   |     |     |     |     |     |     |     |     |     |     |     |     | 17.º | 12     | [ 10 ] |
| 2009 | Barwa Addax Team     |     |     |     |     |     |     |     |     |     |     |     |     | 11  | Ret | Ret | 8   | 14  | 9   | 7   | 14  |     |     |     |     | 17.º | 12     | [ 10 ] |
| 2010 | iSport International | BAR | BAR | MON | MON | EST | EST | VAL | VAL | SIL | SIL | HOC | HOC | BUD | BUD | SPA | SPA | MNZ | MNZ | YMC | YMC |     |     |     |     | 8.º  | 31     | [ 11 ] |
| 2010 | iSport International | 10  | 11  | Ret | 16  | 2   | 4   | 10  | 6   | 7   | 6   | 17  | 18  | 9   | 3   | 18  | 8   | 9   | 16  | 5   | 1   |     |     |     |     | 8.º  | 31     | [ 11 ] |
| 2011 | Team AirAsia         | EST | EST | BAR | BAR | MON | MON | VAL | VAL | SIL | SIL | NÜR | NÜR | BUD | BUD | SPA | SPA | MNZ | MNZ |     |     |     |     |     |     | 8.º  | 30     | [ 12 ] |
| 2011 | Team AirAsia         | 16  | 16  | 4   | 4   | 1   | 5   | 3   | 4   | 14  | 17  | 13  | Ret | 16  | 14  | 10  | 10  | 20  | Ret |     |     |     |     |     |     | 8.º  | 30     | [ 12 ] |
| 2012 | DAMS                 | KUA | KUA | SAK | SAK | SAK | SAK | BAR | BAR | MON | MON | VAL | VAL | SIL | SIL | HOC | HOC | BUD | BUD | SPA | SPA | MNZ | MNZ | SIN | SIN | 1.º  | 247    | [ 13 ] |
| 2012 | DAMS                 | 2   | Ret | 1   | 1   | 1   | 3   | 4   | 3   | 4   | Ret | 18  | 10  | 7   | 2   | 13  | 7   | 2   | 4   | 3   | Ret | 6   | 1   | 4   | 5   | 1.º  | 247    | [ 13 ] |

### Fórmula 1
| Año  | Escudería  | 1   | 2      | 3   | 4   | 5   | 6   | 7   | 8   | 9   | 10  | 11  | 12  | 13  | 14  | 15  | 16  | 17  | 18  | 19  | Pos. | Puntos |
| ---- | ---------- | --- | ------ | --- | --- | --- | --- | --- | --- | --- | --- | --- | --- | --- | --- | --- | --- | --- | --- | --- | ---- | ------ |
| 2011 | Team Lotus | AUS | MYS TD | CHN | TUR | ESP | MON | CAN | EUR | GBR | GER | HUN | BEL | ITA | SIN | JPN | RCO | IND | ABU | BRA |      |        |